# Mar de Weddell
Gelo marinho mar de Weddell.
O mar de Weddell é parte do oceano Antártico. Suas fronteiras terrestres são definidas pela baía formada pela costa da Terra de Coats e a península Antártica. A parte sul deste mar, até a ilha Elefante, fica gelada permanentemente, sendo conhecida como a plataforma Filchner-Ronne. 
O mar de Weddell está contido nas reivindicações argentinas e britânicas na Antártida, que se sobrepõem. Uma porção dele também é reivindicada pelo Chile. Na sua parte mais larga, o mar tem 2000 km, com aproximadamente 2,8 milhões de km² e uma profundidade variando de 500 m a 5000 m. É o mar de águas mais límpidas do mundo, de acordo com diversas pesquisas: o Instituto Alfred Wegener relatou em 13 de outubro de 1986 que um Disco de Secchi permaneceu visível na água a 79.86 metros de profundidade, o que corresponde à transparência da água destilada.

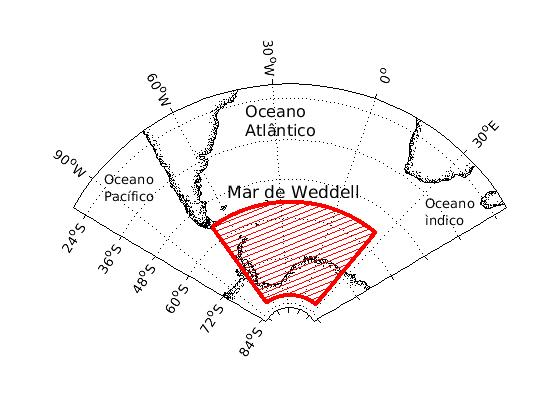
Limites do Mar de Weddell.

Os limites do Mar de Weddell vão de 60ºW a 20ºE com limite ao norte em 60ºS, dentro do Oceano Antártico sendo o Mar que contém a maior variação do gelo marinho ao longo de seus limites.

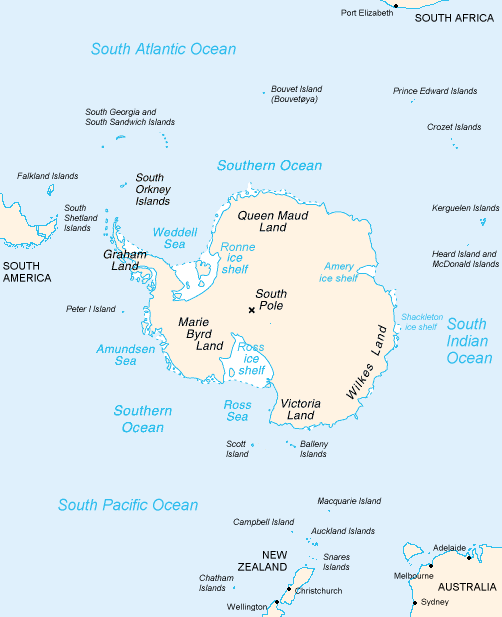
Mapa da Antártida, com a localização do Mar de Weddell, entre a Terra de Graham e a Terra da Rainha Maud.

## História
O mar de Weddell deve seu nome ao explorador britânico James Weddell, que o explorou até o paralelo 74° S em 1823. No entanto, foi o escocês William Bruce, de 1902 a 1904, quem o explorou mais detalhadamente.
Nessa mesma época, e expedição do explorador sueco Otto Nordenskjöld teve um destino trágico. Seu navio, o Antarctic, ficou prisioneiro das águas congeladas e afundou em 12 de fevereiro de 1903. A tripulação conseguiu chegar à ilha Paulet, após 16 dias de marcha, construiu iglus e lá passou o inverno, até ser resgatada 10 meses mais tarde pela Armada Argentina. As ruínas dessa epopeia existem até hoje.[carece de fontes?] Um destino similar teve o navio do explorador Ernest Henry Shackleton, o Endurance, que, em 1916, tornou-se prisioneiro do gelo e foi esmagado. Sua tripulação, assim como a de Nordenskjöld, também conseguiu ser resgatada meses mais tarde, na ilha Elefante.
Pesquisadores  acreditam que foi no mar de Weddell que começou a quebra do antigo continente Gondwana.